# Vuorisaari (ö i Norra Savolax, Kuopio, lat 63,09, long 27,85)
Vuorisaari är en ö i Finland.   Den ligger i kommunen Siilinjärvi i den ekonomiska regionen  Kuopio ekonomiska region  och landskapet Norra Savolax, i den centrala delen av landet, 400 km norr om huvudstaden Helsingfors.